# 위다트
위다트(아랍어: مخيم الوحدات)는 팔레스타인 사람들을 위한 난민 수용소이다. 암만에 위치하고 있으며, 2009년 3월 기준으로 380,443명의 사람이 수용되고 있다. 국제 연합 팔레스타인 난민 구호 사업 기구에서 관리를 해왔으나 현재는 Department of Palestinian Affairs에서 운영을 한다.